# Bombă tip țeavă

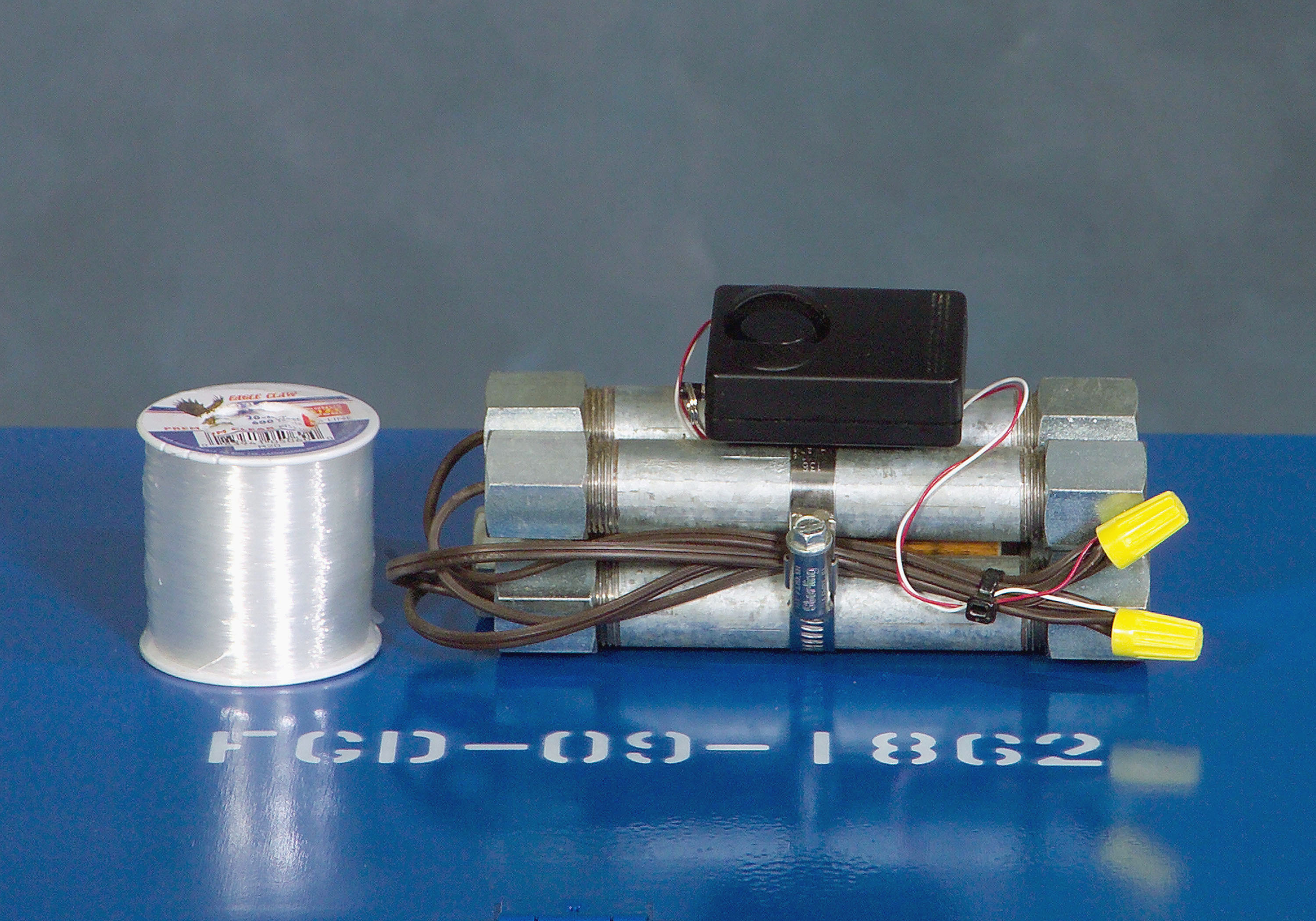
O machetă de bombă tip țeavă folosită pentru a antrena personalul militar american

O bombă tip țeavă este un dispozitiv exploziv improvizat (în engleză improvised explosive device, prescurtat: IED) ce utilizează o secțiune de țeavă etanșă umplută cu un material exploziv. Izolarea asigurată de țeavă permite ca explozivii simpli scăzuți (cum ar fi praful de pușcă) să fie utilizați pentru a produce o explozie relativ uriașă datorită izolări ce provoacă presiune crescută. Fragmentarea țevii în sine creează șrapnel potențial letal.
Detonarea prematură este un pericol în încercarea de a construi orice bombă acasă. Materialele și metodele utilizate cu bombele tip țeavă duc adesea la detonări neintenționate, ducând de obicei la răniri grave sau la moartea asamblatorului.
În multe țări, fabricarea sau deținerea unei bombe de tip țeavă este o infracțiune gravă, indiferent de utilizarea prevăzută.

## Schiță

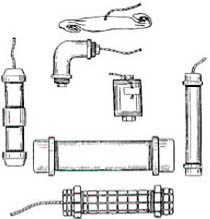
Aparența diverselor bombe tip țeavă, dintr-un raport de conștientizare a bombei emis de Departamentul de Stat al SUA.

Pentru carcasa bombei, de obicei o secțiune scurtă de conductă de apă din oțel este folosită, în care este plasat materialul exploziv, și apoi conducta este închisă la ambele capete cu capace din oțel sau alamă. Un șnur de inițiere este plasat în țeavă cu un plumb care iese printr-un orificiu din partea laterală sau capătul acoperit al țevii. Șnurul poate fi electric, cu fire ce duc la un cronometru și acumulator, sau poate fi un șnur comun. Toate componentele sunt ușor de obținut.
În general, explozivii ridicați cum ar fi TNT nu sunt folosiți, deoarece ele, alături de detonatoare ce le necesită, sunt dificil de obținut pentru ansamblatori. Astfel de explozivi de asemenea nu necesită izolarea ce o oferă bombele de tip țeavă.
În schimb, materiale explozive ce ansamblatorul le poate obține cu ușurință sunt folosite, cum ar fi praful de pușcă, capete de chibrituri sau amestecuri de clorați. Acestea pot fi ușor aprinse de frecare, electricitate statică și scântei produse la plasarea materialului exploziv înăuntru țevii sau la atașarea capacelor, provocând multe răni sau decese în rândul ansamblatorilor.
Obiecte ascuțite, cum ar fi cuie sau sticlă spartă, sunt uneori adăugate pe carcasa exterioară sau în interiorul bombei pentru a crește potențialele răni, daune și deces.

## Operare
Bombele de tip țeavă concentrează presiunea și o eliberează brusc, prin defectarea carcasei exterioare. Materiale plastice pot fi folosite, dar metalele de obicei au rezistență la rupere mult mai mare și, prin urmare, vor produce o forță de concuție mai mare. De exemplu, țeava comună de oțel schedule 40 1-inci (25 milimetri) are o presiune de lucru tipică de 1.010 psi (7,0 MPa) și o presiune de rupere de 8.090 psi (55,8 MPa), deși metoda de etanșare a țevii poate în mod semnificativ reduce presiunea de spargere.
Conducta se poate rupe în diferite moduri, în funcție de viteza de creștere a presiunii și de ductilitatea materialului carcasei.
• Dacă creșterea presiunii este lentă, metalul se poate deforma până când pereții devin subțiri și se formează o gaură, provocând un semnal puternic de la eliberarea gazului, dar fără șrapnel.
• O rată rapidă de creștere a presiunii va face ca metalul să se spargă în fragmente, care sunt împinse spre exterior în toate direcțiile de gazele care se expansează.

## Moduri de eșec
Bombele de tip țeavă nu vor exploda dacă presiunea gazului este prea lentă, ducând la scurgerea prin orificiul de aprindere a detonatorului. Filetul insuficient de strâns poate, de asemenea, să scurgă presiunea gazului prin fire mai repede decât poate crește presiunea reacției chimice.
Ele pot eșua, de asemenea, dacă țeava este complet etanșă și reacția chimică este declanșată, dar presiunea totală acumulată din substanțele chimice este insuficientă pentru a depăși rezistența carcasei; o astfel de bombă este o greșeală, dar este totuși potențial periculoasă dacă este manipulată, deoarece un șoc extern ar putea declanșa ruperea carcasei presurizate static.

## Distanțe minime de evacuare
Dacă se suspectează orice tip de bombă, recomandările tipice sunt menținerea tuturor persoanelor la o distanță minimă de evacuare până la sosirea personalului autorizat de eliminare a bombelor. Pentru o bombă de tip țeavă, Departamentul de Securitate Internă din SUA recomandă o distanță minimă de 21 metri și o distanță în aer liber de 366 metri.

## Utilizări
Bombele de tip țeavă sunt, prin natura lor, arme improvizate și utilizate de obicei de cei care nu au acces la dispozitive militare,  cum ar fi grenăzi. Au fost folosite cu succes în Războiul Civil Spaniol (1936–1939). În timpul celui de-al Doilea Război Mondial, membrii Gărzii Interne britanice au fost instruiți să le producă și să le folosească.
În Irlanda de Nord, au avut loc sute de atacuri ce au implicat bombele de tip țeavă încă din mijlocul anilor 1990, când Problema Irlandeză a ajuns la sfârșit. Majoritatea atacurilor au fost lansate de paramilitari loiali, în special apărătorii Mâinii Roșii, Voluntarii Orange și Asociația de Apărare din Ulster. Cu toate acestea, bombele de tip țeavă au fost folosite și de paramilitarii republicani irlandezi și de grupul de justiție antidrog Republican Action Against Drugs. Ele sunt, de asemenea, utilizate pe scară largă în sudul Irlandei de criminali care se dispută, inclusiv traficanții de droguri, în principal în capitala Dublin.
Pe lângă utilizatori precum criminali, paramilitari și miliții, bombele de tip țeavă au, de asemenea, o lungă tradiție de utilizare recreativă pentru distracție sau farse, fără intenția de a provoca răni nimănui, dar din cauza pericolelor detonatori premature și a șrapnelui, bombele de tip țeavă sunt mult mai periculoase decât alternative precum bombele cu gheață carbonică sau tunurile cu cartofi.

### Incidente notabile

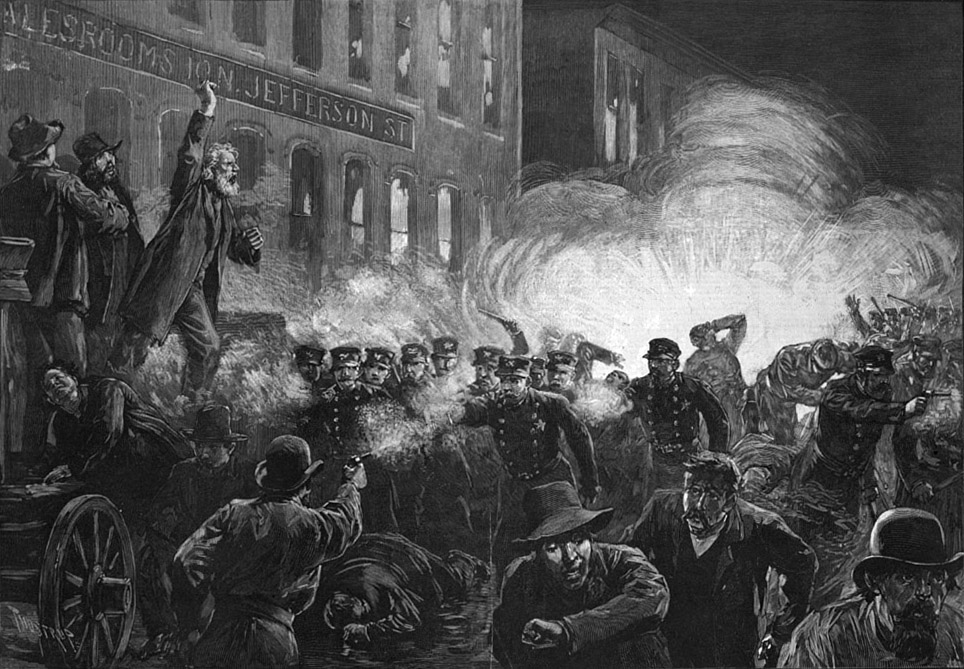
Această gravură din 1886 a fost cea mai reprodusă imagine a revoltelor de la Haymarket. Prezintă inexact pe Fielden vorbind, bomba explodând și revoltele începând simultan.

• Pe data de 4 mai 1886, o bombă de tip țeavă a fost aruncată în timpul unui miting la Haymarket Square din Chicago, Illinois, Statele Unite. A ajuns la o linie de poliție și s-a detonat, ucigând polițistul Mathias J. Degan. Bomba a fost construită dintr-o țeavă de gaz umplută cu dinamită și acoperită la ambele capete cu blocuri de lemn.
• Din august 1977 până în noiembrie 1977, Allan Steen Kristensen a plasat mai multe bombe în Copenhaga, Danemarca, rănind cinci persoane, dar nu ucigând pe nimeni.
• În 1985, activistul anti-discriminare palestinian american Alex Odeh a fost ucis în California de o bombă de tip țeavă. Activiștii din Liga Evreiască de Apărare sunt suspectați că ar fi atacatorii.
• Pe 16 decembrie 1989, judecătorul federal Robert Vance a fost asasinat în casa sa din Mountain Brook, Alabama, când a deschis un colet ce conținea o bombă de tip țeavă trimisă prin poștă de Walter Leroy Moody în Mountain Br.
• Pe data de 27 iulie 1996, Eric Rudolph a folosit o bombă de tip țeavă în atentatul cu bombă în Parcul Olimpic Centennial în timpul Jocurilor Olimpice de vară din Atlanta, Georgia, Statele Unite ale Americii. A ucis două persoane și rănit 111.
• În timpul preparării masacrului de la liceul din Columbine, Eric Harris și Dylan Klebold au experimentat cu bombe de tip țeavă. În timpul testării și experimentării lor, Eric Harris și-a postat rezultatele pe site-ul său web. În timpul masacrului, Harris și Klebold și-au folosit bombele de tip țeavă ca grenăzi de mână improvizate, alături de diverse alte bombe pe care le fabricaseră în mod grosolan.
• Pe data de 11 decembrie 2010, un atacator sinucigaș a detonat una din șase bombe de tip țeavă în apropierea unui important cartier comercial din Stockholm, Suedia, sinucizându-se fără alte victime în ceea ce este cunoscut sub numele de atacul terorist în Stockholm din 2010.
• În octombrie 2018, bombe de tip țeavă fără detonatoare au fost trimise diferitelor personalități liberale și politice din Statele Unite. Beneficiarii au inclus activistul politic și investitorul George Soros, fostul secretar de stat Hillary Clinton, fostul președinte Barack Obama, fostul director CIA John Brennan și fostul procuror general Eric Holder.
• Pe data de 6 ianuarie 2021, o bombă de tip țeavă a fost găsită la sediul Comitetului Național Republican, în timpul certificării președintelui ales Joe Biden. Un obiect neidentificat a fost descoperit și la sediul Comitetului Național Democrat, rezultând într-o evacuare.
• Ted Kaczynski, cunoscut și sub porecla de "the Unabomber", a folosit bombe de tip țeavă pentru majoritatea atentatelor sale din 1987 până în 1996